# Uniflor
Uniflor, amtlich portugiesisch Município de Uniflor, ist ein brasilianisches Munizip im Bundesstaat Paraná. Es hat 2136 Einwohner (2022), die sich Uniflorenser nennen. Seine Fläche beträgt 95 km2. Es liegt 534 Meter über dem Meeresspiegel.

## Geschichte
Die Companhia de Terras Norte do Paraná (heutige Companhia Melhoramentos Norte do Paraná) dehnte ihre Besiedlungstätigkeit aus und öffnete im Wald einen breiten Weg von Vila Capelinha (heute: Nova Esperança) zum Paranapanema. Wenige Kilometer von Vila Capelinha entfernt wählte sie einen Ort für die Gründung eines neuen Dorfes und gab ihm den Namen Patrimônio Uniflor.
Im Jahr 1950 waren die Flächen von Uniflor bereits aufgeteilt. Im Oktober desselben Jahres kam der erste Bewohner, der mit der Rodung begann und das erste Haus baute.
Uniflor wurde am 29. Mai 1954 zu einem Distrikt des Munizips Nova Esperança. Mit dem Staatsgesetz Nr. 4.338 vom 25. Januar 1961 wurde Uniflor selbständig. Seine formale Gründung erfolgte am 15. November 1961, als es von Nova Esperança abgetrennt wurde.

## Geografie
Uniflor befindet sich auf 23º05'13" südlicher Breite und 52º09'25" westlicher Länge auf einer Höhe von 540 Metern. Es liegt gerade noch in den Tropen, die durch den Südlichen Wendekreis auf 23° 26′ 05″ begrenzt werden. 

### Gewässer
Uniflor liegt im Einzugsbereich des Pirapó. Dieser bildet die östliche Grenze des Munizips Uniflor zum Munizip Lobato. 

### Straßen
Uniflor liegt an der Staatsstraße PR-463 von Nova Esperança nach Santo Inácio am Paranapanema. 
Durch Uniflor verlief eine Nebenroute des historischen Peabiru-Wegs vom Paranapanema bei Jardim Olinda über Maringá und Toledo zum Rio Iguaçu.
1979 erhielten die Straßen des Ortes Blumennamen, die Gemeinde legte sich den Städtespitznamen Cidade Jardim (Gartenstadt) zu.

### Nachbarmunizipien
|                | Cruzeiro do Sul                             |         |
|                | Kompassrose, die auf Nachbargemeinden zeigt | Lobato  |
| Nova Esperança |                                             | Atalaia |

## Kommunalverwaltung
- Bürgermeister (Prefeito Municipal): José Bassi Neto (2021/2024)[5]
- Stellvertretender Bürgermeister: Luiz Ricardo Ornelas

Der Munizip bildet einen Gesamtbezirk, der namensgebende urbane Hauptort ist in die zwei bairros (Stadtviertel) São Pedro do Birigui und Guarani geteilt.

## Bevölkerung
Volkszählung 2010
Gesamtbevölkerung: 2.466
- städtisch: 1.987
- ländlich: 479
- männlich: 1.232
- weiblich: 1.234

Index der menschlichen Entwicklung (IDH-M 2010): 0,720
- Einkommensindex: 0,690
- Lebenserwartungsindex: 0,826
- Bildungsindex: 0,655